# كارل غريفيثز
كارل غريفيثز (بالإنجليزية: Carl Griffiths)‏ (16 يوليو 1971 في المملكة المتحدة - ) هو مدرب كرة قدم ولاعب كرة قدم بريطاني في مركز الهجوم. شارك مع منتخب ويلز تحت 21 سنة لكرة القدم. أما مع النوادي، فقد لعب مع بورت فايل وشروزبري تاون ومانشستر سيتي ونادي بورتسموث ونادي بيتربورو يونايتد ونادي ريكسهام ونادي لوتون تاون ونادي ليتون أورينت وبرينتري تاون وBarkingside F.C. ‏ وبرينتوود تاون وHarlow Town F.C. ‏ وMaldon & Tiptree F.C. ‏.

## وصلات خارجية
- كارل غريفيثز على موقع قاعدة بيانات كرة القدم.إي يو (الإنجليزية)
- كارل غريفيثز على موقع Soccerbase.com (لاعب) (الإنجليزية)
- كارل غريفيثز على موقع عالم كرة القدم.نت (الإنجليزية)